# Harold Reynolds
Harold Craig Reynolds (26 listopada 1980) – amerykański baseballista, który występował na pozycji drugobazowego.
W czerwcu 1980 roku został wybrany w pierwszej rundzie draftu z numerem drugim przez Seattle Mariners i początkowo występował w klubach farmerskich tego zespołu, między innymi w Salt Lake City Gulls, reprezentującym poziom Triple-A. W Major League Baseball zadebiutował 2 września 1983 w meczu przeciwko New York Yankees jako pinch runner. W 1987, swoim pierwszym pełnym sezonie, po raz pierwszy zagrał w Meczu Gwiazd i skradł najwięcej baz w American League. Rok później zaliczył najwięcej triple'ów (11) i po raz pierwszy zdobył Złotą Rękawicę. W 1991 za działalność charytatywną otrzymał nagrodę Roberto Clemente Award.
W grudniu 1992 został zawodnikiem Baltimore Orioles, zaś w styczniu 1994 San Diego Padres, skąd dwa miesiące później został oddany do California Angels, w którym zakończył zawodniczą karierę.
W późniejszym okresie był między innymi ekspertem stacji MLB Network oraz MLB.com. W marcu 2014 został zatrudniony przez stację Fox Sports.
| Nagroda/wyróżnienie    | Lata       | Źródło |
| 2× All-Star            | 1987, 1988 | [ 1 ]  |
| 3× Gold Glove Award    | 1988–1990  | [ 1 ]  |
| Roberto Clemente Award | 1991       | [ 3 ]  |